# Анатолий Крупнов
Анатолий Крупнов е руски певец и музикант. Основател и фронтмен на хевиметъл групата „Черный обелиск“.

## Биография
Роден е в Москва през 1965 година. Като дете се занимава с лека атлетика и се учи свирене на цигулка. Сам се научава да свири на китара и участва в пионерския ансамбъл „Сверчки“. След като завършва средното си образование, постъпва да учи в МАДИ (Московски автомобилно-пътен институт), но не завършва, тъй като решава да се отдаде на рок музиката. По това време е повлиан от „Дийп Пърпъл“, „Куийн“, „Назарет“ и най-вече от „Моторхед“.
През 1984 започва да свири в група „Проспект“. Благодарение на Анатолий групата преминава от джаз-рок към блек метъл. След разпадането на „Проспект“ китаристът основава собствена група – „Чёрный обелиск“. Крупнов е неин вокал, бас китарист, композитор и текстописец. Групата бързо набира популярност, издава три концертни албума, но се разпада през 1988 заради скандал между Крупнов, Михаил Светлов и Юрий Алексиев. Анатолий започва работа с група „Шах“, като те издават албум в Германия. През август 1990 „Черный обелиск“ е възроден. Групата издава 4 нови албума, но без кой знае какъв комерсиален успех. Най-известният от тях е „Стена“. От 1993 до края на 1996 Анатолий работи и с групата на Гарик Сукачов „Неприкасаемие“. Крупнов работи и над солов албум, но той е издаден след смъртта му.
Анатолий Крупнов умира от сърдечен пристъп по време на запис на 27 февруари 1997.

## Дискография

### Черный обелиск
- „Апокалипсис“ (1986)
- „Цветы зла“ (1987)
- „Жизнь после смерти“ (макси-сингъл, 1990)
- „Стена“ (1991)
- „One More Day“ (1991)
- „Ещё один день“ (1992)
- „96°+415“ (демо, 1993)
- „Стена“ (1994)
- „Я остаюсь“ (1994)
- „86 – 88“ (1995)

### Шах
- „Beware“ (1989)

### Неприкасаемие
- „Брел, брел, брел“ (1994)
- „Между водой и огнем“ (Концерт в Кафедральном соборе Калининграда (записано в сентябре 1993 года)) (1995)
- „Неприкасаемые, часть 2“ (1996)
- „Города, где после дождя дымится асфальт“ (1999)

### Соло
- „Чужие песни и несколько своих“ (1997)
- „Postальбом“ (2000)